# Tomás Meabe
Tomás Meabe Bilbao, né à Durango le 15 octobre 1879 et mort le 4 novembre 1915 à Madrid, est un écrivain et homme politique socialiste espagnol.

## Biographie
Il est le fondateur des Jeunesses socialistes d'Euskadi et des Jeunesses socialistes d'Espagne en 1903, affiliées au PSOE.

## Œuvres
- Œuvres complètes. Bilbao, 1920.
- Parábolas, 1920.
- Fábulas del errabundo, 1935.